# Západořímská říše
Západořímská říše (jedná se o moderní označení), ve vnímání současníků existovala jen jedna Římská říše (latinsky Imperium Romanum) v čele se dvěma císaři, byl státní útvar, který vznikl po rozdělení Římské říše. K tomu došlo v roce 395 poté, co ji císař Theodosius I. odkázal svým dvěma synům: západní část Flaviu Honoriovi a východní Flaviu Arcadiovi.
Západořímská říše zanikla již v roce 476 abdikací mladistvého císaře Romula Augustula, k čemuž byl přinucen Odoakerem – germánským velitelem římské armády. V podstatě se však jednalo o vojenský převrat, který ponechal stát nedotčen. Římská moc na západě byla v té době omezena už jen na Itálii a alpský prostor. Přestože západořímská říše existovala jen osmdesát jedna let, měla celkem dvanáct legitimních vládců, a k tomu ještě tři (podle některých názorů čtyři) uzurpátory.

## Dějiny

### Honoriova vláda
Honorius byl mladším synem císaře Theodosia I., posledního císaře, který vládl oběma částem říše. Flavius Honorius byl v době nástupu na trůn ještě dítě, z tohoto důvodu ustanovil Theodosius velitele vojska, Stilichona, syna vandalského šlechtice a Římanky, Honoriovým poručníkem.

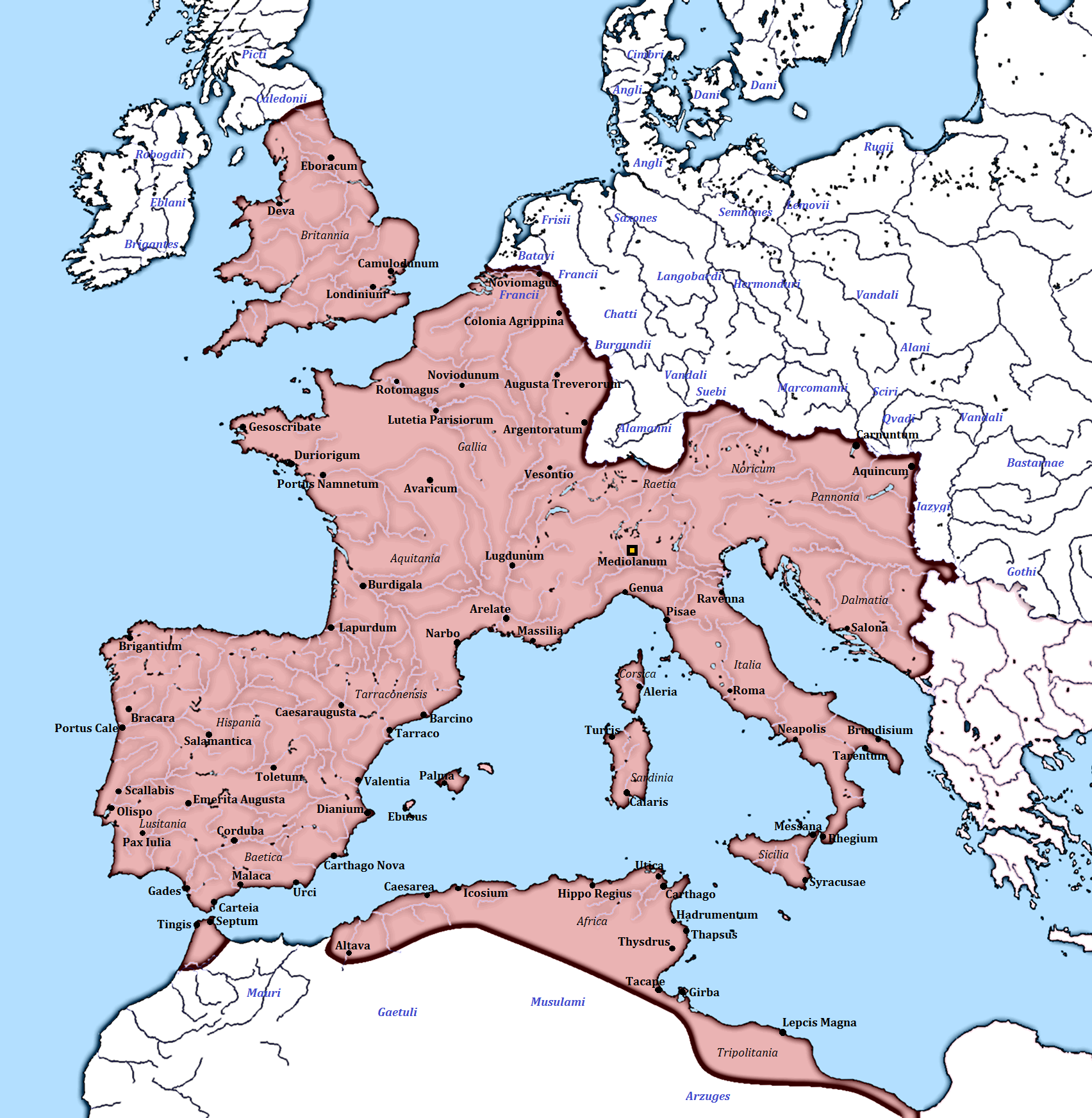
Západořímská říše s vyznačenými městy v roce 395 n. l.

Honoriova vláda byla velmi nestabilní. Již v roce 397 se vzbouřil Gildo, správce provincie Afriky. Po invazi Vizigótů do Itálie v roce 402, se Honorius přemístil se svým dvorem z Milána do Ravenny, která byla považována za nedobytnou. Vojáci posádky v Británii se vzbouřili nejprve pod vedením Marca (406–407) a pak Konstantina III. (407–411). Vojsko se následně přemístilo z Británie do Galie, a ponechalo tak zdejší obyvatelstvo, které se pokládalo za Římany, svému osudu, přesněji řečeno napospas vpádům germánských kmenů Anglů a Sasů. Ti původně přicházeli do Británie v malých skupinkách především jako římští žoldnéři.

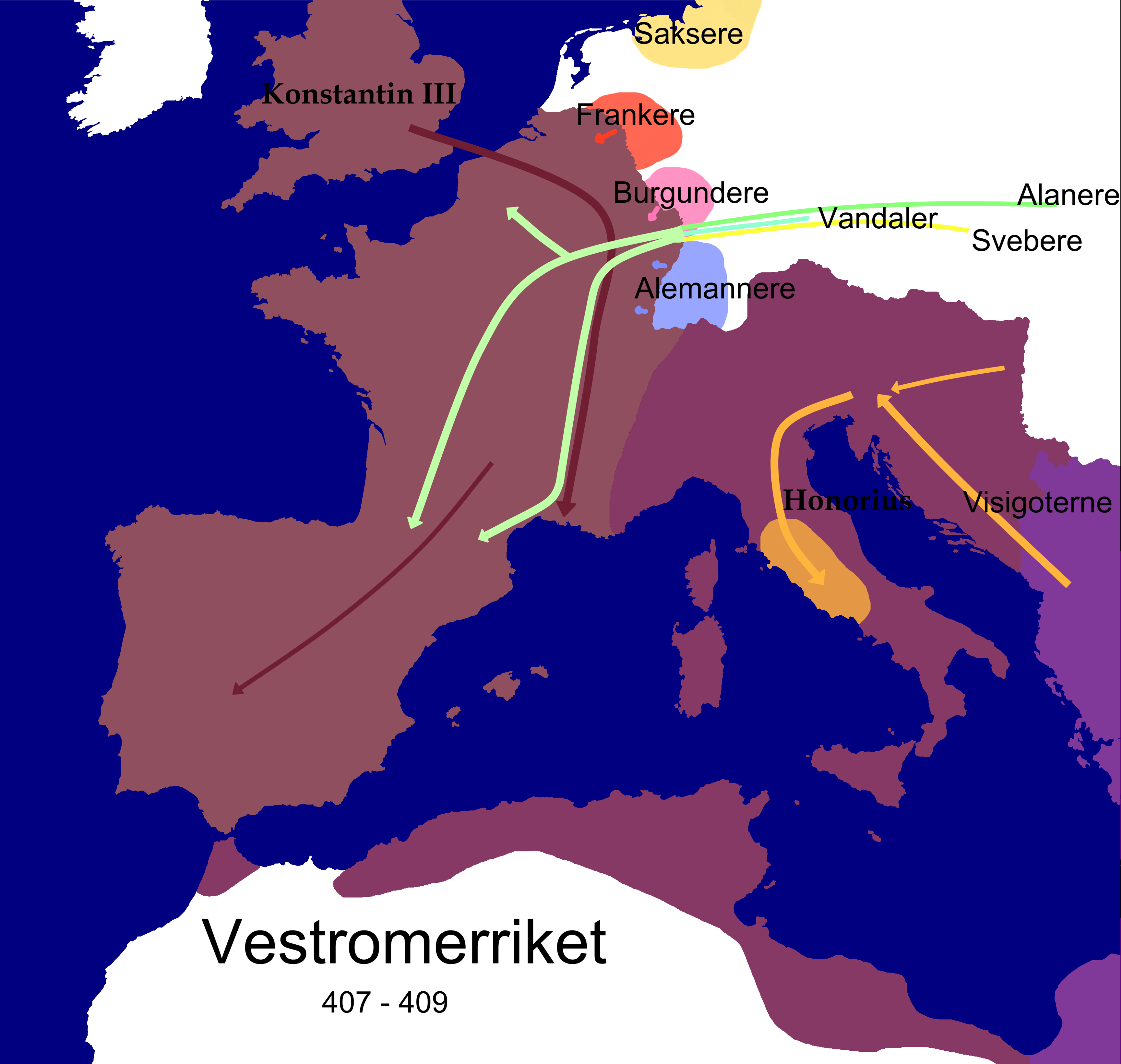
Barbarské vpády v době vlády Horia (407–409)

Vedle toho došlo k prolomení rýnské hranice, 31. prosince 406 vpadli Vandalové, Svébové a íránští Alani přes zamrzlou řeku do severní Galie (pravděpodobně byli na útěku před Huny) a v bitvě u Mohuče porazili franské foederati, kteří se jim postavili na odpor a kteří byli nakonec poraženi. Navíc převážně gótské vojsko vedené Radagaisem napadlo samotnou Itálii. Toto vojsko bylo však zničeno Stilichonem. Avšak kvůli obavě z jeho přílišné moci nechal Honorius svého rádce a velitele vojska v roce 408 zavraždit. Zatím však docházelo k loupeživým tažením Vizigótů pod vedením náčelníka Alaricha I., který v roce 410 nakonec vydrancoval Řím, což mělo neblahý účinek na římskou psychiku. Proběhlo také několik uzurpací. Nejprve došlo ke Konstantinově vzpouře v Británii, jak již bylo uvedeno výše a později k uzurpaci senátora Prisca Attala v letech 409–410 a 414–415. Po dvouletém drancování a plenění Galie napadli v roce 409 Svébové, Vandalové a Alani Hispánii. V následujících letech však Vizigóti část Vandalů, kteří pronikli do Hispánie, zničili. Vizigóti byli v roce 418 dokonce usazeni jako federáti v Akvitánii, čímž vláda v Ravenně získala vnitřní hráz proti povstáním a rovněž silný bojový svaz proti vnějším nepřátelům. Vizigóti si počínali celkem loajálně, což jim však nebránilo v občasném narušování římského území a tím ke zvětšování vlastní sféry vlivu. K opravdovému porušení smlouvy však došlo teprve v 60. letech 5. století.

### Vnitřní mocenské boje, útok Hunů

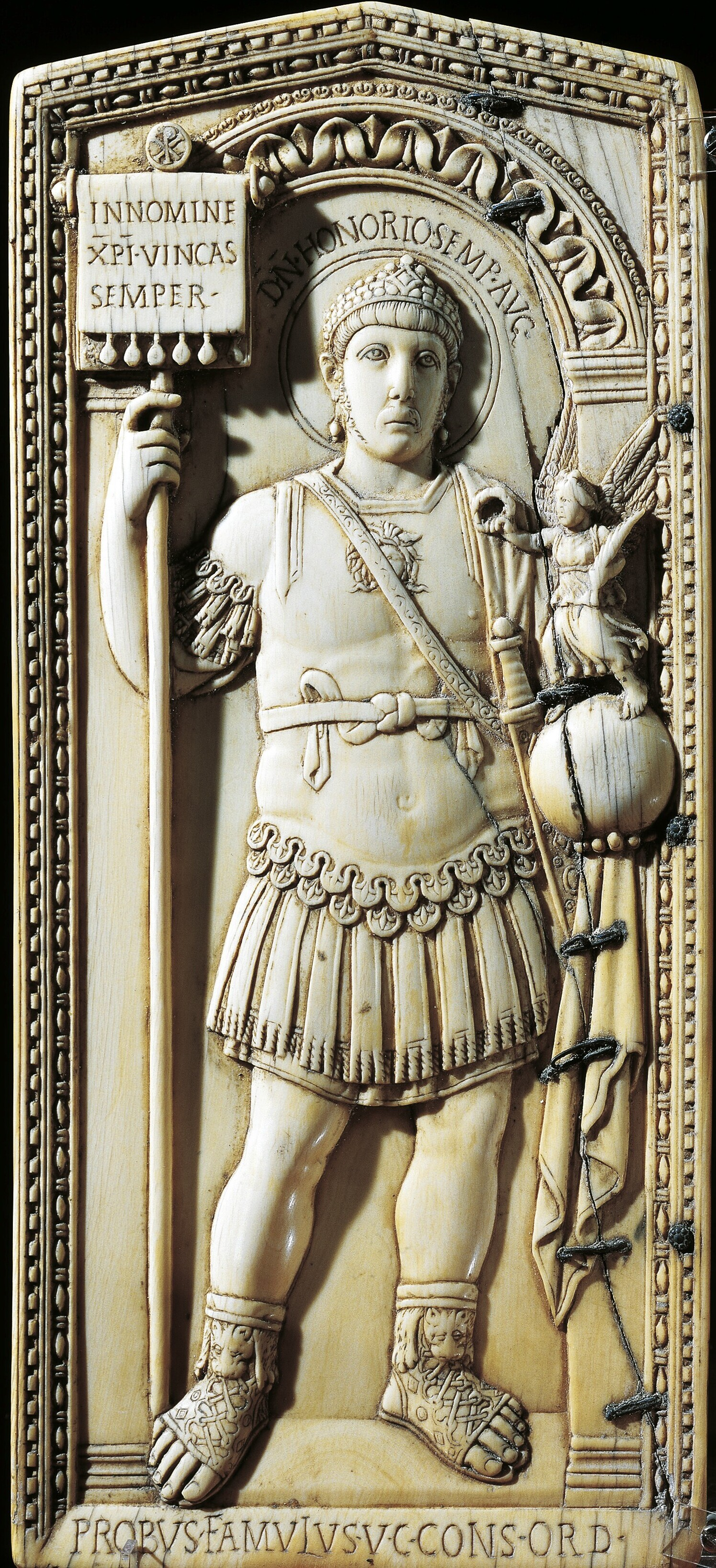
Císař Honorius

Po smrti Honoria v roce 423 vládl v letech 423 až 425 uzurpátor Johannes. V roce 425 byl poražen a císařem se stal Valentinianus III., synovec Honoria. Měl být posledním císařem theodosiánské dynastie. Protože byl zatím v dětském věku, měla vládní záležitosti na starosti jeho matka Galla Placidia, avšak brzo došlo k bojům mezi různými veliteli. Velitel vojska Flavius Felix a comes Africae Bonifatius podporovali až do své smrti (někdy více, někdy méně) politiku Gally Placidie. Po smrti Bonifatia však říši vládl patricius a velitel vojska Flavius Aetius. Valentinianus sídlil střídavě v Ravenně a v Římě. Na dobu jeho vlády připadá ztráta Afriky. Také severozápadní Hispánie připadla Svévům. Galii se Aetiovi i přes tlak Vizigótů a Burgundů podařilo uhájit. Burgundská říše na Rýně byla zničena v roce 436 Aetiovými hunskými pomocnými sbory. Kromě toho se mu v roce 451 podařilo zastavit hunského krále Attilu, který vpadl s velkým vojskem do Galie, v bitvě na Katalaunských polích. V roce 454 však Valentinianus nechal Aetia zavraždit, jen aby se v následujícím roce stal sám obětí úkladné vraždy. V Dalmácii si zatím generál Marcellinus vytvořil fakticky samostatnou říši.
Velký význam náleží definitivní ztrátě provincie Afriky dobytím Kartága a získáním tam ukotvené flotily v roce 439 Vandaly, kteří (na rozdíl od ostatních Germánů) odmítli formální podřízenost císaři a založili tak první nezávislý stát na římském území. Naproti tomu Vizigóti, Svébové, Burgundi a Frankové byli federáti a vládli provinciálnímu římskému obyvatelstvu jménem císaře, což zachovávalo zdání pokračování římské vlády a také zvyšovalo možnost politických a vojenských intervencí Ravenny.

### Období stínových císařů

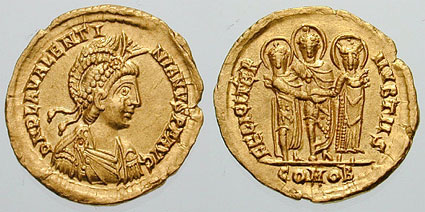
Solidus vyražený v Soluni na oslavu svatby Valentiniana III. s dcerou Theodosia II., Licinií Eudokiíi

Stínoví císaři panovali obvykle jen krátkou dobu a sotva ještě dokázali aktivně čelit blížící se katastrofě západořímského státu. Západ ztratil rozsáhlá území ve prospěch Germánů, kteří vytvářeli státy ve státě a tím Západořímskou říši zbavovali důležitých daňových příjmů, které byly nutné k udržování armády. Prvním z tzv. stínových císařů se po Valentinianově smrti stal 16. dubna 455 senátor, Petronius Maximus. Avšak jeho vláda trvala jen krátce a skončila násilně během dobytí Říma Vandaly pod vedením krále Geisericha. Po něm nastoupil na císařský trůn Galoromán Eparchius Avitus. Předtím působil jako vyslanec mezi Římany a Vizigóty. V prvé řadě však musel uklidnit vztahy s Marcianem, východořímským císařem, a také udržet v klidu velitele vojska Ricimera, který se brzy stal skutečným vládcem Západu.
Po Avitovi nastoupil v dubnu 457 na trůn Maiorianus a zastával jej pak po čtyři roky. Po letech porážek se mu konečně podařilo získat kontrolu nad Itálií a velkou částí Galie. Vizigóti a Burgundi byli přinejmenším dočasně zpacifikováni. Také v části Hispánie byl nastolen mír. Ve vnitřní politice se mu podařilo naklonit si senát ústupky a lid zlepšenou hospodářskou situací. Poté, co ale selhala trestná expedice proti Vandalům, byl na začátku srpna 461 Ricimerem svržen a krátce na to zavražděn. Ricimer sám se však jako arián a Germán nemohl stát císařem.
Místo něho se bez pomazání papeže stal císařem Západořímské říše Libius Severus. Během jeho vlády Vandalové obnovili drancování západního pobřeží Itálie. V Galii mezitím proti vládě v Ravenně povstal velitel vojska a Maiorianův přítel Aegidius a vytvořil galorománskou říši na severu země, která přetrvala až do roku 486. Po čtyřech letech vlády (465) Libius Severus zemřel (údajně byl otráven Ricimerem). Na jeho místo nastoupil východní Říman Procopius Anthemius poté, co v letech 465–467 nastalo krátké Interregnum (mezivládí). Anthemius se snažil obnovit vládu a vystupoval proti Vandalům a především proti Vizigótům, kteří pod vedením Euricha porušili smlouvu z roku 418 a zahájili systematické dobývání Hispánie. Flotila generála Basiliska, vyslaná proti Vandalům, zpočátku dosáhla velkých úspěchů, nakonec ale Vandalové Basiliska porazili a vytlačili z Afriky. Z finančního a vojenského hlediska to byla naprostá katastrofa. Rovněž tažení proti Vizigótům zůstalo neúspěšné. Konflikt mezi Anthemiem a Ricimerem vyústil nakonec v občanskou válku, z které vyšel vítězně dodnes blíže neznámý Anicius Olybrius.

### Poslední roky

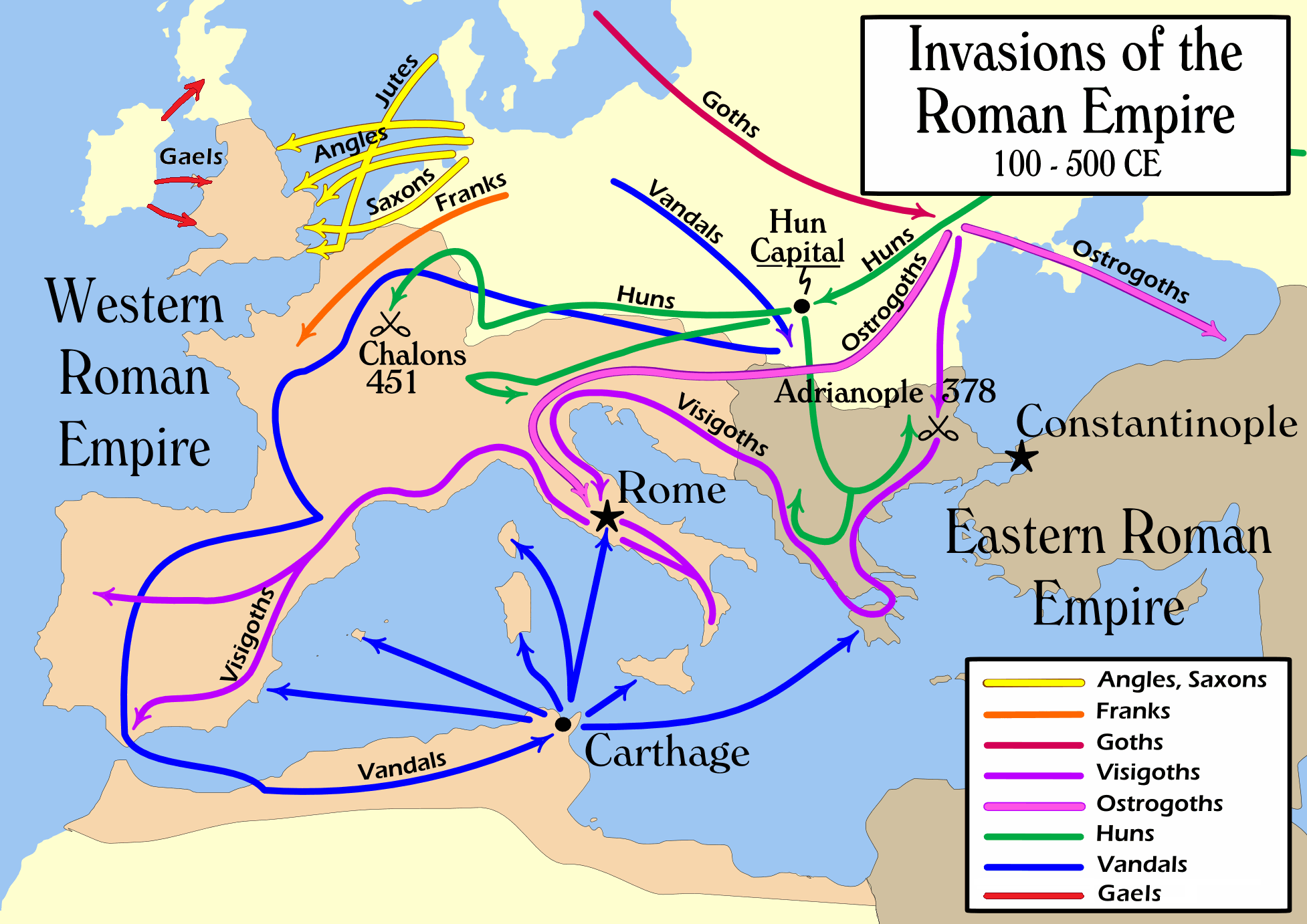
Invaze Germánů a Hunů, 2.–6. století

Olybriovi však nebyl dopřán ani rok vlády. Na trůn nastoupil v dubnu nebo květnu 472 a již o sedm měsíců později zemřel. Sotva úspěšnější byla vláda jeho nástupce Glyceria, který vládl v letech 473 až 474. Přestože byl diplomaticky i vojensky talentovaný, musel se podrobit Ostrogótům a nakonec také veliteli vojska Juliu Nepotovi.
Julius Nepos vládl v letech 474 až 475. Konflikt s Vizigóty, kteří dobyli Provence, chtěl řešit především diplomatickou cestou. Zatím Vandalové získali kontrolu nad celým západním Středomořím. Nakonec se pro něho zhoršila situace také v Římě: Jeho patron Orestes (který byl sekretářem hunského krále Attily) převzal velení vojska a vyhnal Nepota v roce 475 z Itálie.

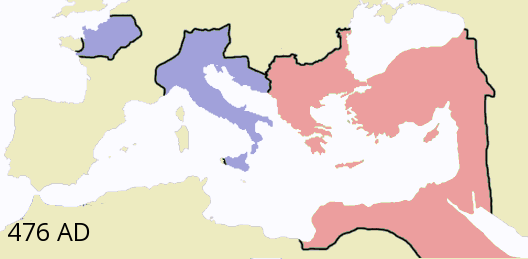
Západořímská říše a Syagriova říše (modře), rok 476

Romulus Augustulus byl posledním západořímským císařem (ačkoliv Nepos zůstal až do své smrti v roce 480 posledním císařem, uznaným Východořímskou říší). Při nástupu na trůn mu bylo teprve 10 let. V roce 476 byl konečně sesazen germánským vojevůdcem Odoakerem. Na rozdíl od svého předchůdce Ricimera nedosadil Odoaker žádného loutkového císaře, nýbrž poslal senátorskou delegaci k císaři Zenonovi do Konstantinopole a nechal tam vyhlásit, že jeden císař je dostačující pro obě poloviny říše. Odoaker chápal svoji vládu pravděpodobně jako pokračování římské tradice a od Zenona obdržel nakonec také oficiální titul patricia a císařského místodržitele. Západořímská říše tím ale zanikla, jak konstatoval i comes Marcellinus, přičemž se ovšem aktu z roku 476 sotva dostalo zvláštní pozornosti. Ostatně v Konstantinopoli byl ještě jeden císař. Navíc k faktickému rozpadu západní říše došlo již dříve ztrátou většiny původního území ve prospěch Germánů a v posledních letech její existence se státní moc omezovala v podstatě už jen na Itálii.

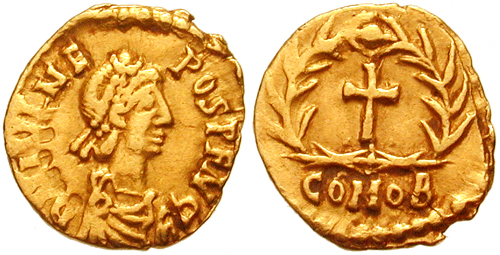
Tremissis s portrétem Julia Nepota

Mimoto nechal Odoaker nadále razit mince se jménem císaře Julia Nepota (až do roku 480), který stále ještě vládl v Dalmácii. V severozápadní Galii, vklíněn mezi Vizigóty a Franky a odříznut od zbytku říše, se dokázal udržet až do roku 486 římský místodržící Syagrius, syn výše zmíněného Aegidia. Po dobytí jeho území Franky byl jimi popraven.
Další části někdejší západořímské říše byly na konci 5. století ovládány Vandaly a Vizigóty. Apeninský poloostrov setrvával pod vládou Odoakera až do roku 489, kdy sem vpadl z podnětu Zenona Theodorich Veliký, náčelník Ostrogótů. De iure podléhala západní území nyní svrchovanosti Konstantinopole. Za vlády východořímského císaře Justiniana I. byly v letech 533–553 ještě jednou vojensky podrobeny velké části dřívější západořímské říše (severní Afrika, Itálie, jižní Španělsko), avšak jednalo se už pouze o poslední krátkou epizodu.

### Důsledky pro město Řím

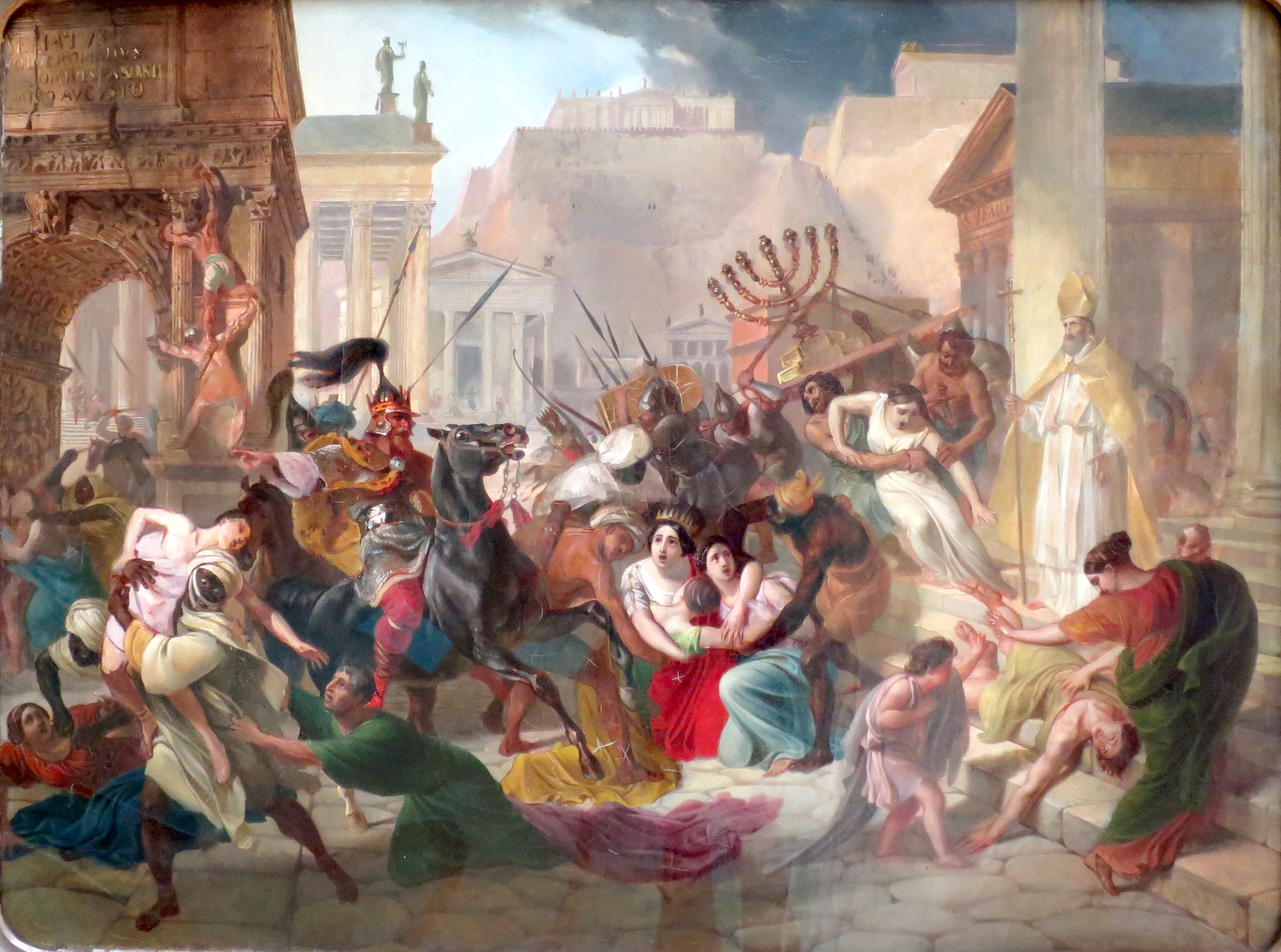
Geiserich s Vandaly plenící Řím roku 455, K. Brjullov

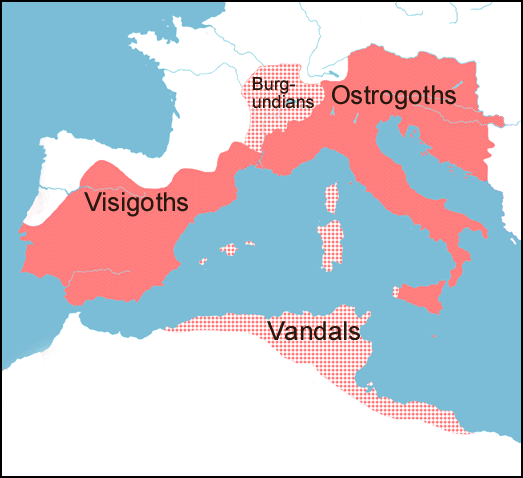
Barbarské státy na troskách západořímské říše, rok 523

Zánik západořímské říše nepředstavoval v daný okamžik žádnou výraznou změnu, protože stát a život v něm tím zůstal prakticky nedotčen. Nepříznivé události nicméně započaly dlouhodobý a pozvolný úpadek, který byl patrný i ve městě Řím. Město, ve kterém kolem roku 250 n. l. žilo na 1 milion obyvatel, se po ztrátě postavení hlavního města říše zmenšilo asi na 400 000 obyvatel okolo roku 400. Dvoutýdenní drancování Vandaly v roce 455 zmenšilo bohatství města a mor v roce 472 zdecimoval počet obyvatel. Nicméně také v 5. století byl Řím současníky považován za kulturní a politicky významnou metropoli. Členové císařské rodiny pobývali i přes přeložení rezidence do Ravenny častěji v Římě. Na začátku 5. století a po roce 439 se město zvětšilo díky přívalu uprchlíků z Galie a Afriky. Ještě v roce 470 je Řím popisován jako významné město s velkými stavbami a s rušnou divadelní scénou. Koloseum bylo využíváno minimálně do roku 523, velké lázně až do roku 535. V roce 534 mělo mít město stále kolem 100 000 obyvatel.
Válka východořímského císaře Justiniána I. proti Ostrogótům znamenala zlom v dějinách města: Mezi lety 535 a 549 byl Řím vícekrát obležen, životně důležité akvadukty zničeny a velká část senátorů deportována. Zmínky o západořímském senátu zmizely brzo na to (kolem roku 580). Počet obyvatel dosahoval v následujících stoletích nejvýše 20 000. Na Foru Romanu bylo provozováno zemědělství. Antické stavby sloužily jako kamenolom nebo byly znehodnoceny různými stavebními úpravami. V Římě nastal středověk.